# Wargha Enayati
Dr. Wargha Enayati (n. 3 februarie 1964

) este un medic cardiolog și inovator în domeniul afacerilor din sănătate, cunoscut publicului larg ca fondatorul primului oras medical din Romania [[Enayati Medical City]] si al rețelei private de sănătate Regina Maria.
În anul 1995, a fondat ceea ce urma să devină Centrul Medical Unirea (CMU), apoi rețeaua de servicii de sănătate Regina Maria. În 2007, a vândut un pachet minoritar din acțiunile CMU către fondul de investiții 3i. În 2010, o a doua tranzacție a adus în acționariat fondul Advent. Centrul Medical Unirea a devenit Regina Maria. 
În 2010, alături de soția sa Mitra Enayati a înființat Fundația Regina Maria, dedicată acordării de servicii medicale și educație unor categorii defavorizate de persoane: fără venituri, asigurări, copii. În 2015 s-a retras din acționariatul rețelei Regina Maria. În 2016, a reintrat pe piața serviciilor medicale devenind acționar principal la Intermedicas, o companie de concierge medical și opinii medicale secundare, la MedicHub – companie de comunicare medicală. În 2017, a achiziționat pentru MedicHub și revista Viața Medicală – cea mai veche publicatie de sanatate din România conform Medichub.ro  și lansează [[Enayati Medical City]] – Oraș Medical cu suflet, primul ecosistem medical din România, bazat pe inovație și empatie. Un complex ce ridică standardele actuale prin integrarea armonioasă a două spitale, unul operat de Grupul Memorial Healthcare și Enayati Hospital, împreună cu un centru rezidențial premium pentru seniori, Enayati Home, și o policlinică cu peste 60 de cabinete – Concierge Medical. Enayati Medical City se bazează pe parteneri medicali de elită pentru a oferi servicii medicale de top. Situat în nordul Bucureștiului pe strada Gh. Ionescu Sisești nr. 8A, orașul medical este fondat de Dr. Wargha Enayati – fondatorul primei rețele medicale private din România și al abonamentelor medicale.
În 2018, a intrat în acționariatul DocBook și al platformei de recrutare medicala Medijobs – și a așezat totul sub o umbrelă, luând astfel naștere grupul Enayati, cu mottoul „Healthcare Innovation for a cause” (în română inovație în sănătate pentru o cauză). În luna iunie 2018, a devenit vicepreședinte al Camerei de Comerț Româno-Germană și membru în cadrul Task-Force-ului Sănatate al Coaliției pentru Dezvoltarea României.
În anul 2022 a intrat in echipa de antreprenori din Imperiul Leilor.

## Biografie

### Viață timpurie
Dr. Wargha Enayati s-a născut în Germania, din părinți de origine persană, și a crescut în religia familiei, Bahá'í. În România a venit în 1983. A început ca student la medicină în orașul Regensburg din Bavaria, iar ulterior ca student străin, la Universitatea de Medicină și Farmacie „Iuliu Hațieganu” din Cluj-Napoca, după care nu a mai părăsit România.

### Biografie profesională
- 30 Noiembrie 1995 – Centrul Medical Unirea ia ființă cu un cabinet de cardiologie într-un apartament în Piața Unirii.
- 1996 – Introduce pe piață noțiunea de abonamente medicale – acum o piață de 1,5 milioane de euro
- 1999 – Primul centru medical cu funcționalități multiple – CMU Unirea. Conexiune VPN. Rețea de mai multe policlinici.
- 2004 – Primul spital dedicat exclusiv femeilor – investiție 1 milion euro
- 2007 – Prima intrare pe piața medicală a unui fond de de investiții când din tranzacția cu 3i Plc rezultă cea mai mare investiție din sistemul medical privat din România. Gigantul de investiții 3i Plc preia un pachet minoritar de acțiuni la CMU.
- 2008 – Prima extindere din sistemul privat în afara Bucureștiului – la Cluj Napoca, achiziționându-se o clinică. Investiție de 500 000 euro.
- Prima maternitate privată – cel mai modern spital dedicat obstetricii și ginecologiei, cu dotări și tehnici de ultimă oră, inclusiv cu posibilitatea nașterii în apă. A fost numita Regina Maria cu acordul Casei Regale a României.
- Primele parteneriate academice stat-privat – cel mai mare număr de personalități medicale, profesori care intră să ofere consultații în sistemul privat
- Primul examen clinic complet, într-o singură zi, un proces complex de evaluare a sănătății – VIP Health Check
- 2010 – A doua intrare a unui Fond de investiții, Advent Internațional preia o participație majoritară la CMU, pentru extindere.
- Prima achiziție a unui spital privat: Euroclinic, de la Asiguratorul Eureka – investiție de 15 milioane de euro

- 2011 – Primul spital privat la Brașov. Prima oară când Casa Regală oferă acordul ca o entitate privată să preia numele unui suveran român și CMU și Euroclinic devin Regina Maria, Rețeaua privată de sănătate – Maternitatea Regina Maria devine Regina Maria Spital de obstetrică și ginecologie, Regina Maria Policlinica pentru copii, Regina Maria Spitalul Euroclinic. Banca Centrală de Celule Stem Regina Maria, Divizia Laboratoare Clinice Regina Maria. Înființează prima policlinică socială din România în parteneriat cu Primăria Capitalei, Policlinica Baba Novac, dedicată persoanelor fără venituri și asigurări medicale, sub egida Fundației Inovații Sociale Regina Maria – ONG condus împreună cu soția sa, Mitra Enayati.
- 2012 – Cel mai mare spital dedicat în totalitate sănătății mamei și copilului. Cele mai multe nașteri, neonatologie – spitalul Băneasa – investiție 10 milioane de euro
- 2015 – În urma celei mai mari tranzacții de pe piața serviciilor medicale din România, prin achiziția integrală a pachetelor de acțiuni de către Mid Europa – cel mai mare fond de capital privat cu investiții în Europa Centrala și de Est, dr. Wargha Enayati iese din acționariatul Regina Maria. Deschiderea Policlinicii Sala Palatului – a doua policlinica pentru persoane cu venituri mici sub egida Fundației Inovații Sociale Regina Maria. Investiție 1 milion de euro
- 2016 – A cumpărat Versa Medical, pe care a transformat-o într-una dintre cele mai importante companii de comunicare medicală din România, MedicHub – investiție 1 milion de euro
- 2017 – A investit în prima clinică pentru opinii medicale secundare (în engleză second opinion) din România – Intermedicas. Investiție 500 000 euro.
- A achiziționat prima revistă medicală din România, Săptămânalul Viața Medicală – emblemă al lumii medicale; a fost printre primele publicații nou-tipărite în decembrie 1989. Investiție 100 000 euro
- 2018 – A intrat în acționariatul primei aplicații de programări la medic din România, Docbook. A susținut primul start-up de recrutare medicală din România – Medijobs. Investiție MEdiJobs+Docbook – 1 milion de euro. A primit din partea Casei Regale a României Medalia Regală pentru Loialitate. A intrat în acționariatul MediaMEd Publicis.
- 2019 – A lansat pentru prima oară conceptul de Concierge Medical în România. A lansat Asociația Medicilor Independenți – AMI; AMI reprezintă o comunitate de clinici și de cabinete medicale private independente conectate la un centru de comandă ce direcționează pacientul către cel mai potrivit medic sau către cea mai potrivită clinică parteneră, cu scopul de a-i oferi acestuia o îngrijire integrată. Comunitatea oferă în același timp medicilor posibilitatea de a colabora și dialoga în interesul actului medical, printr-un proces integrat, pluridisciplinar și obiectiv.[necesită citare]
- 2020 – A finalizat Enayati Medical City – proiect in valoare de 60 milioane de euro cu investiție de aproximativ 40 milioane de euro constituită în cea mai mare parte din fonduri proprii și un credit de la bancă, restul investiției proiectului fiind acoperit de partenerii medicali din proiect. A lansat primul program de finanțare dedicat start-up-urilor medicale Cleverage – cu o investiție de 500 000 de euro.
- 2021 – A deschis în București complexul medical Enayati Medical City, dedicat îngrijirii integrate a vârstnicilor și a problematicii oncologice. Acesta a înglobat Spitalul de Oncologie Monza, Spitalul de recuperare și îngrijiri paliative Senior City și Policlinica Concierge Medical.